# Hydrelia sinuosata
Hydrelia sinuosata är en fjärilsart som beskrevs av Geoina 1791. Hydrelia sinuosata ingår i släktet Hydrelia och familjen mätare. Inga underarter finns listade i Catalogue of Life.